# Paon
Pour les articles homonymes, voir Paon (homonymie).
Pour l’article ayant un titre homophone, voir Pan (homonymie).
Taxons concernés
Dans la famille des Phasianidae
- Pavo
- Afropavomodifier

Paon [pɑ̃] est un nom vernaculaire ambigu désignant certains oiseaux appartenant à différentes espèces et sous-espèces de la famille des Phasianidés, classés dans les genres Pavo et Afropavo. Les paons sont donc proches des faisans et des pintades. Hormis le Paon bleu (Pavo cristatus), domestiqué de longue date, les autres espèces sont menacées de disparition au XXIe siècle. Leur plumage remarquable est la raison de leur popularité dans la culture et les arts.

## Étymologie et nomenclature
Du latin pāvōnem, accusatif de pāvō « paon », lui même peut-être issu du grec ταώς (taṓs) ou d'origine onomatopéïque, le latin paupulare signifiant « crier comme un pan ». 
La femelle paon est appelée paonne (prononcer « panne ») et son petit paonneau (prononcer « panneau »),. On dit que le paon « braille » ou « criaille », c'est-à-dire « paonne », quand il pousse son cri caractéristique,.
Un groupe de paons est appelé fête.
Quand il étale les plumes de sa queue sous la forme d'un éventail, on dit que le paon « fait la roue » ; pour les Canadiens, c'est aussi un « paon rouant ». Cette roue comprend des structures en forme d’œil, qui sont appelées ocelles  (du latin ocellus « petit oeil », diminutif de oculus « oeil »). Selon la mythologie, ce sont les cent yeux du géant Argus (en grec Argos Panoptès, "celui qui voit tout"), qui décorent sa queue.
Le paon fait la roue pour attirer les femelles pendant la période de reproduction ; il danse en faisant bouger ses plumes de façon qu'elles reflètent la lumière, rendant ainsi ses couleurs d'autant plus visibles. Il s'agit aussi d'impressionner les autres mâles lors de combats singuliers.
Par analogie, certaines races de pigeons bisets ayant été sélectionnées pour leur ressembler s'appellent pigeons paons. Des espèces de poissons combattants sont également appelées « paons de mer » par allusion à leurs nageoires étalées. Plusieurs espèces de papillons portent aussi le nom de ces oiseaux, comme le grand paon de nuit, en raison de leurs ailes ocellées.

### Noms français et noms scientifiques correspondants

#### Noms normalisés
Liste alphabétique des Phasianidés portant précisément ce terme dans leur nom normalisé, d'après la Commission internationale des noms français des oiseaux (CINFO) :
- Paon bleu – Pavo cristatus[4],[2] ;
- Paon du Congo – Afropavo congensis[4],[2] ;
- Paon spicifère – Pavo muticus[2].

Les différentes espèces
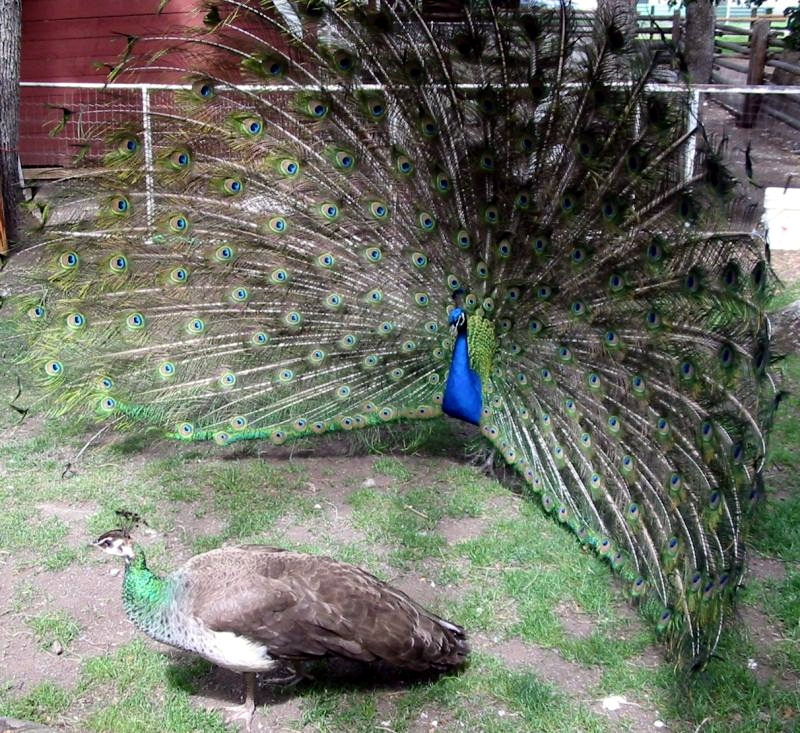
Paon bleu (Pavo cristatus).
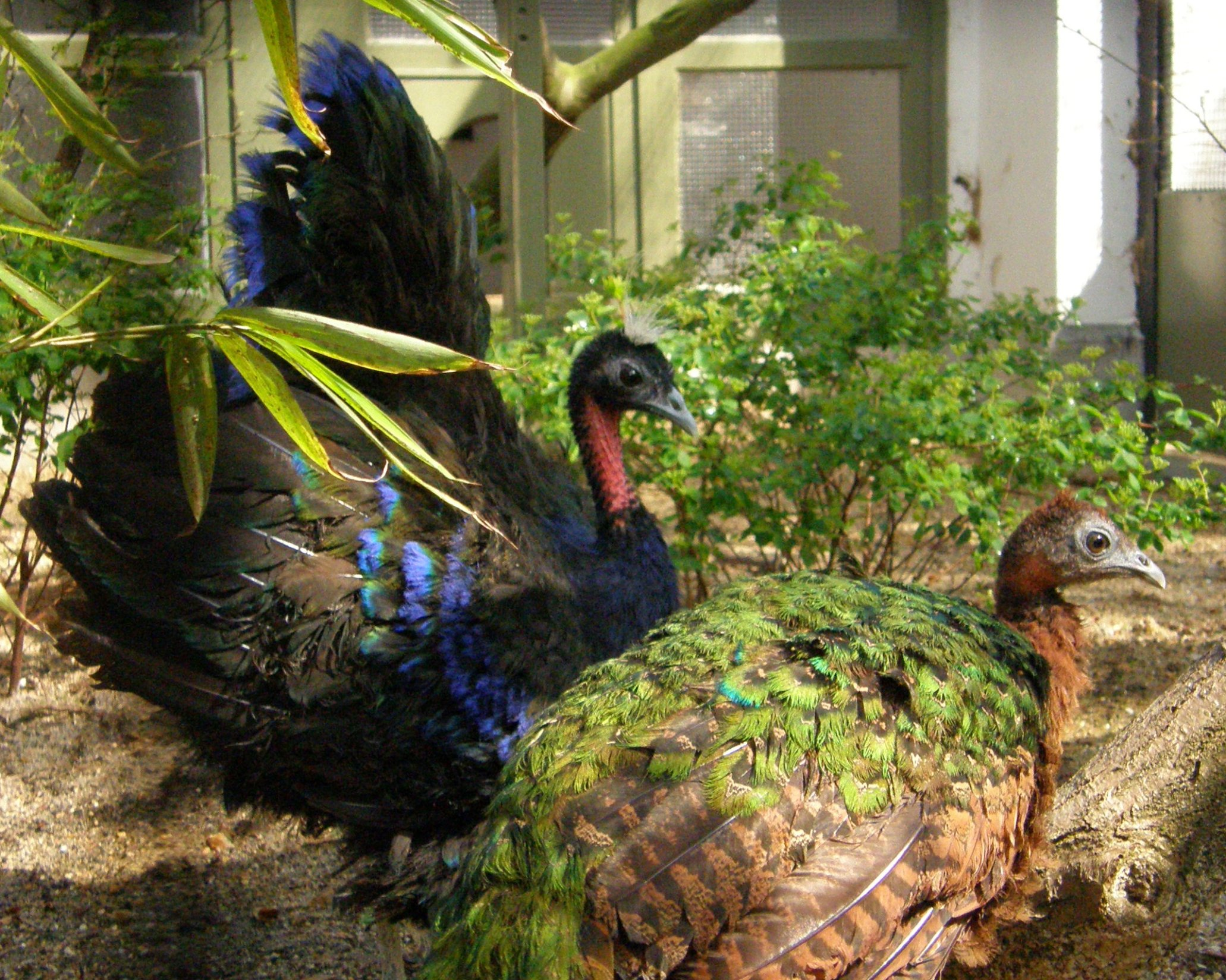
Paon du Congo (Afropavo congensis).
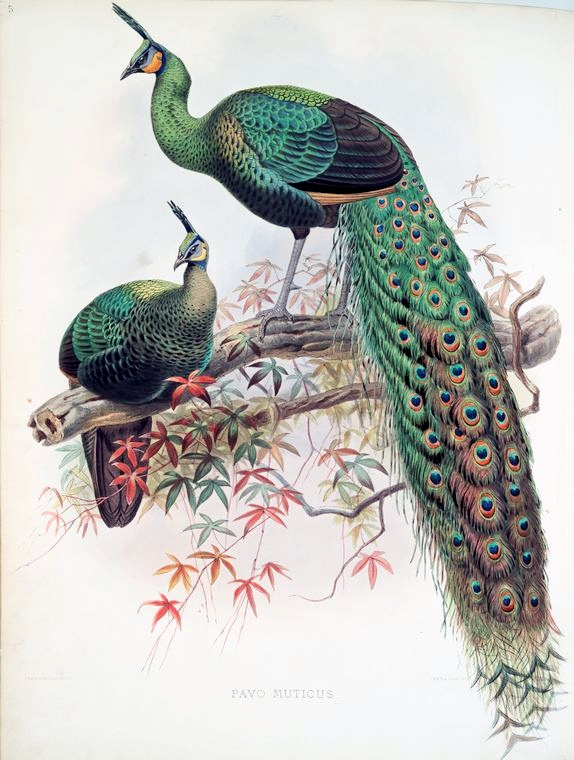
Paon spicifère (Pavo muticus).

#### Noms vernaculaires

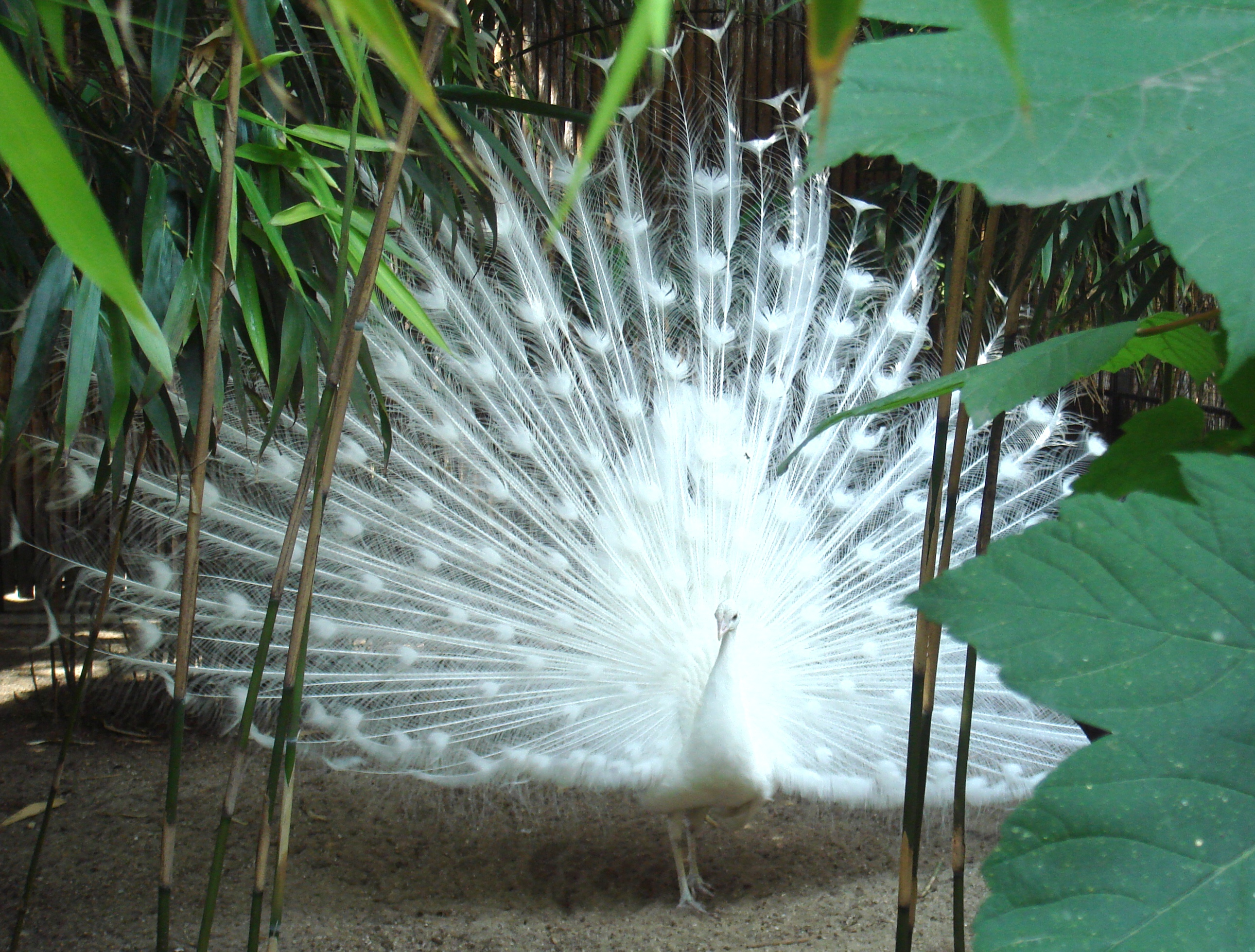
Un paon blanc, mutation colorée alba du Paon bleu, faisant la roue dans le Jardin des Plantes (Paris).

Liste alphabétique des noms vernaculaires ou des noms vulgaires dont l’usage est attesté. À noter que certaines espèces ont plusieurs noms.
- Paon - voir Paon bleu[6]
- Paon africain - voir Paon du Congo[7]
- Paon arlequin - voir Paon panaché[1]
- Paon blanc — voir Paon bleu, mutation colorée alba[4],[2]
- Paon commun — voir Paon bleu[1],[2]
- Paon domestique - Pavo cristatus domesticus, forme domestiquée du Paon bleu[2]
- Paon muet - voir Paon spicifère[réf. nécessaire]
- Paon nigripenne — voir Paon bleu, mutation colorée nigripennis[4],[2]
- Paon panaché — voir Paon bleu, mutation recessive[4]
- Paon spalding - hybride de Paon bleu et Paon spicifère[2]
- Paon spicifère de Java — Pavo muticus muticus, sous-espèce du Paon spicifère[4]
- Paon vert - voir Paon spicifère[réf. nécessaire]
- Paon tacheté - voir Paon panaché[2]

## Physiologie, comportement et écologie
Les caractéristiques générales des paons sont celles des Phasianidés, avec des nuances pour chaque espèce : voir les articles détaillés pour plus d'informations sur leur description ou leur mode de vie.

## Caractéristiques principales des paons
Le paon porte sur la tête une aigrette en couronne, et le plumage de la queue du mâle peut se dresser en éventail : on dit le plus souvent qu'il fait la roue. Les plumes de la queue possèdent des ocelles ressemblant à des yeux.
Le paon est un oiseau galliforme connu pour son plumage coloré et sa longue traîne. Il existe plusieurs espèces de paons, dont le plus commun est le paon bleu, suivi du paon blanc, du paon nigripenne, du paon spicifère et du paon opale.

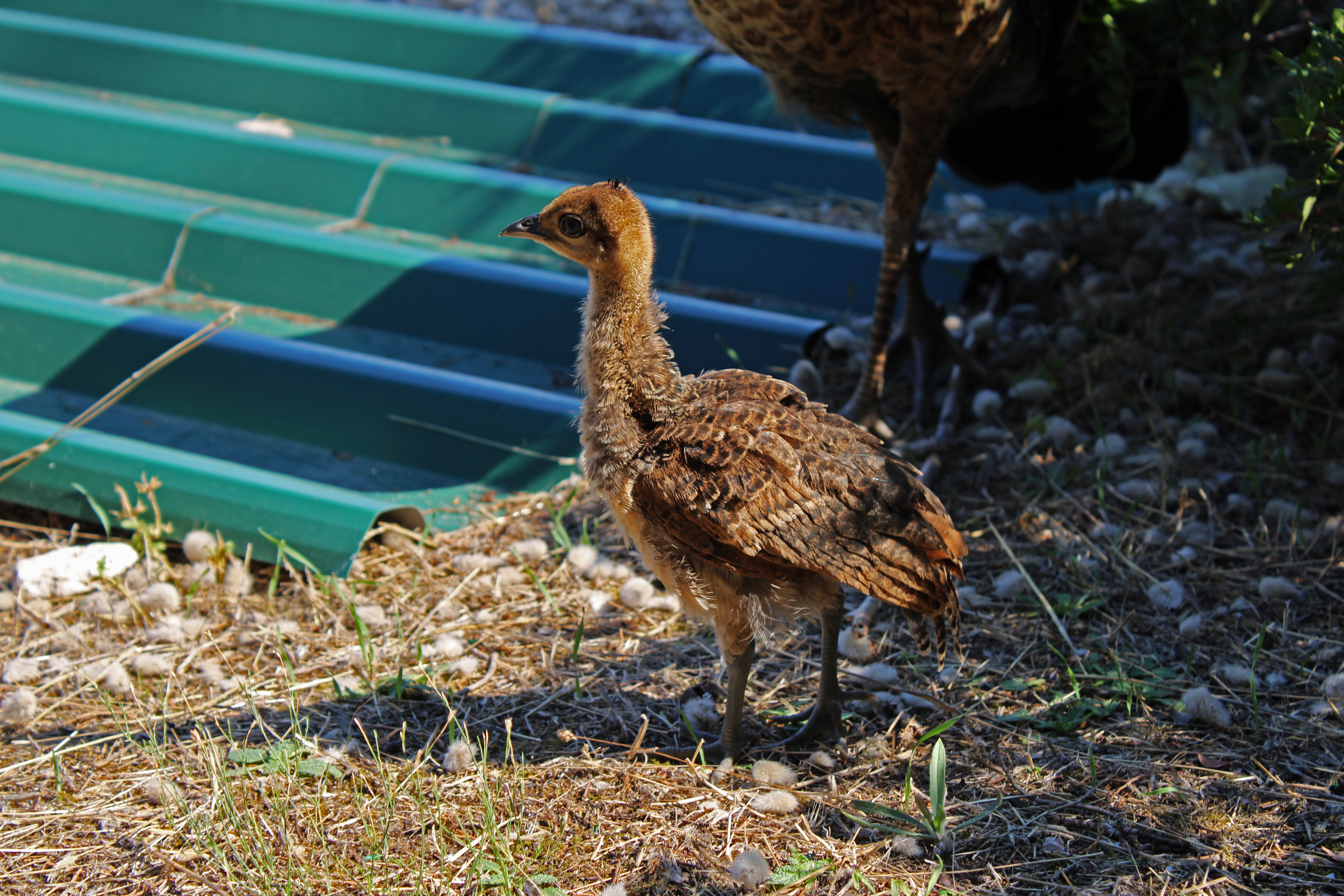
Un paonneau

Lors de la parade nuptiale, le paon fait vibrer sa traîne déployée en roue et la paonne vient, captivée, se mettre en position pour l'accouplement. Par la suite, elle crée un nid au sol pour pondre quelques œufs , de l'ordre de 4 à 5, voire plus, et les couve pendant 28 à 30 jours. C'est une période où la paonne est très vulnérable aux attaques de prédateurs. Après l'éclosion, elle éduque ses petits à sélectionner leurs aliments.
Chez les paons, les mâles et les femelles ne se différencient qu'à l'âge de deux ans[réf. nécessaire]. À peine plus petite, la femelle se distingue par une queue beaucoup plus courte et un plumage nettement moins bigarré, plus propice au mimétisme. Cette particularité l'aide en effet à passer inaperçue lorsqu'elle doit rester sur le sol pour couver. La traîne du mâle peut atteindre 1,50 m de long, sauf chez le paon du Congo, plus proche de celle du dindon. Elle n'atteint sa taille adulte qu'au bout de trois ans[réf. nécessaire]. Le cri d'appel caractéristique du paon, « Léon ! », peut s'entendre à plus d'un kilomètre à la ronde[réf. nécessaire].

### L’alimentation du paon
Les paons ont une alimentation très variée, composée de céréales, de végétaux, de fruits et d'insectes tels que les vers de terre ou les hannetons. En semi-liberté, les paons peuvent se nourrir seuls en glannant leur nourriture dans leur environnement, notamment des pissenlits, des feuilles de betterave, des chardons des champs,.

### Couleur du plumage
Les variations de nuances dans le plumage dépendent de la concentration ou de la migration partielle de la mélanine. Ces mutations sont courantes chez le Paon bleu d'élevage avec les variétés alba (blanc), nigripenne ou panachée.

#### Structure des plumes induisant la couleur
Les couleurs chatoyantes et les ocelles sont provoqués par la structure complexe de la plume du paon.
Dans l'absolu la plume est de couleur noire, permettant une absorption complète du spectre lumineux, les barbules étant hérissées de microlamelles parallèles.
Lorsque la plume est éclairée, selon le chemin parcouru par les radiations lumineuses dans les microlamelles, deux radiations lumineuses de même couleur peuvent s'annuler, la barbule recevant alors une lumière d'où a disparu une couleur, soit la couleur complémentaire.
La couleur qui apparaît à nos yeux dépend de l'écartement entre les microlamelles; celui-ci est de l'ordre de la longueur d'onde, soit quelques dixièmes de microns.

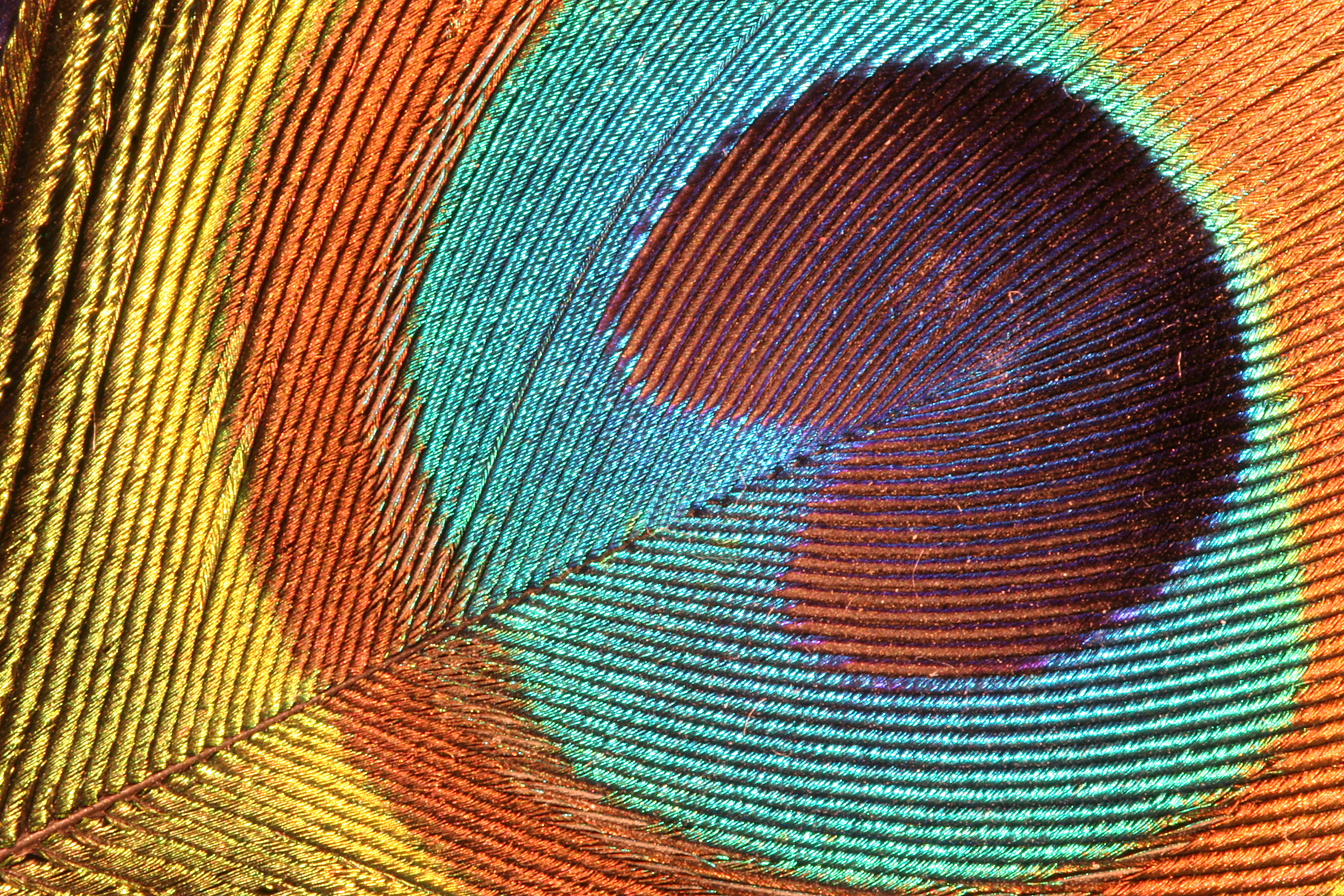
Ocelle de paon bleu turquoise
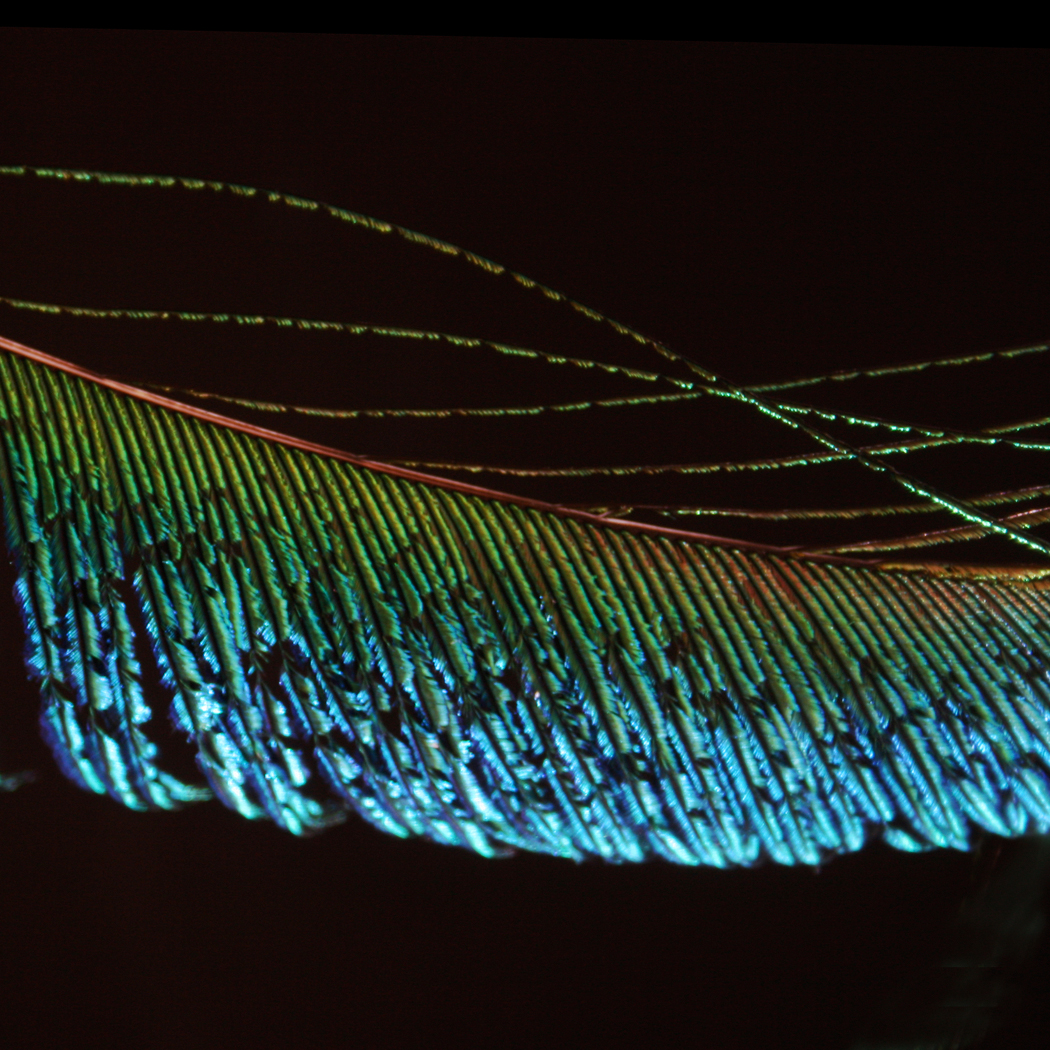
Barbules d'une plume de paon bleu
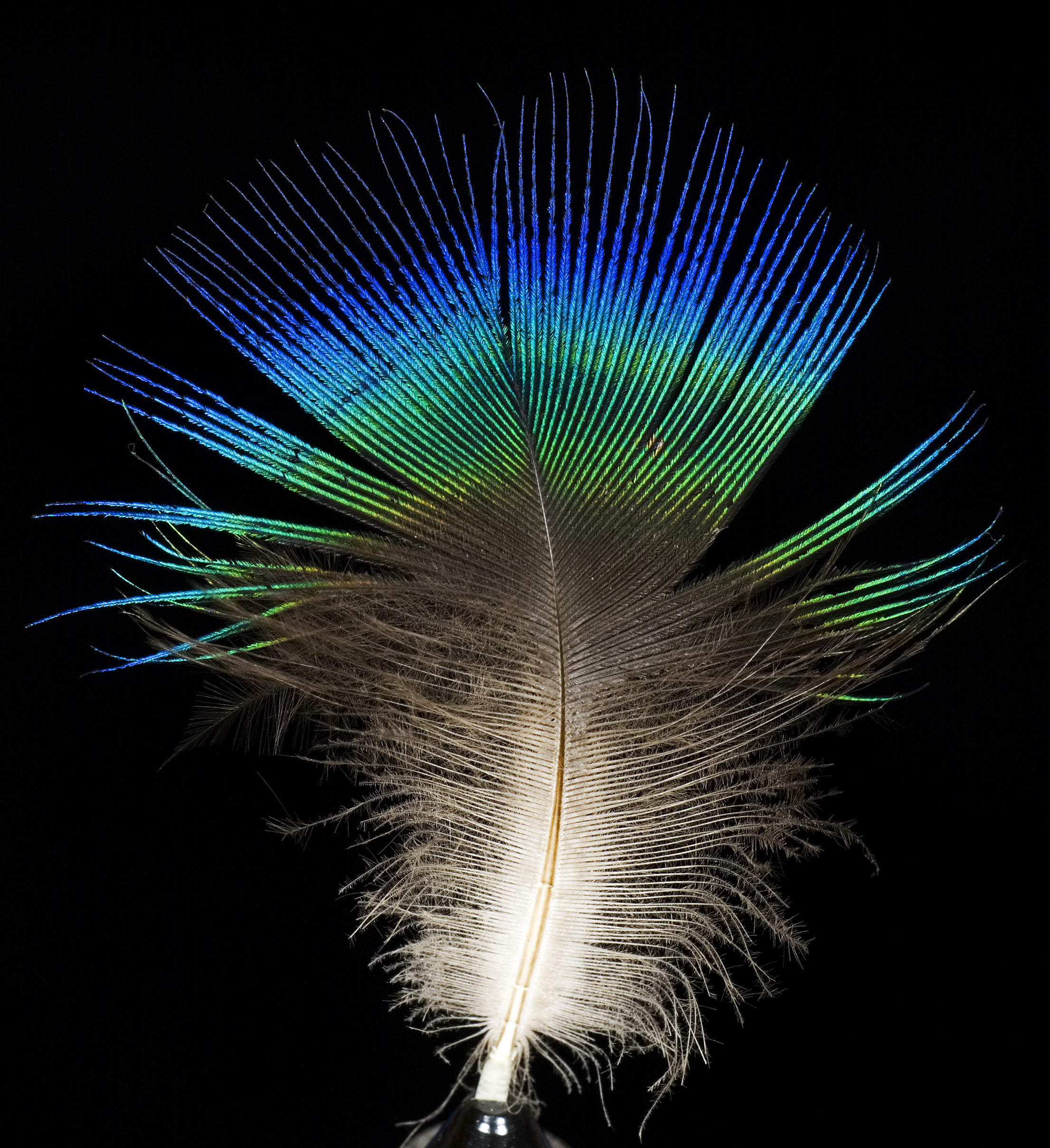
Plume de paon bleu
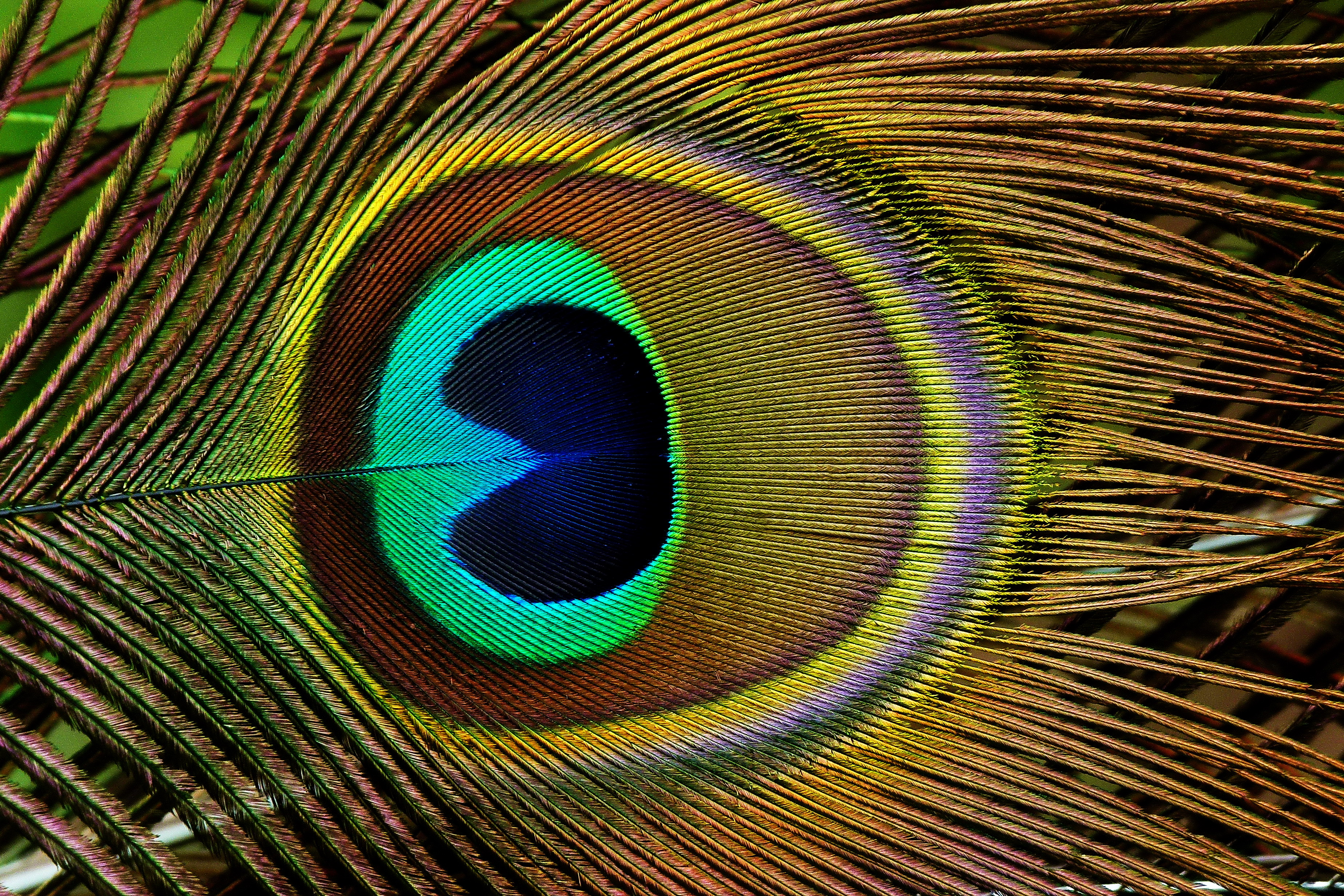
Ocelle de paon bleu
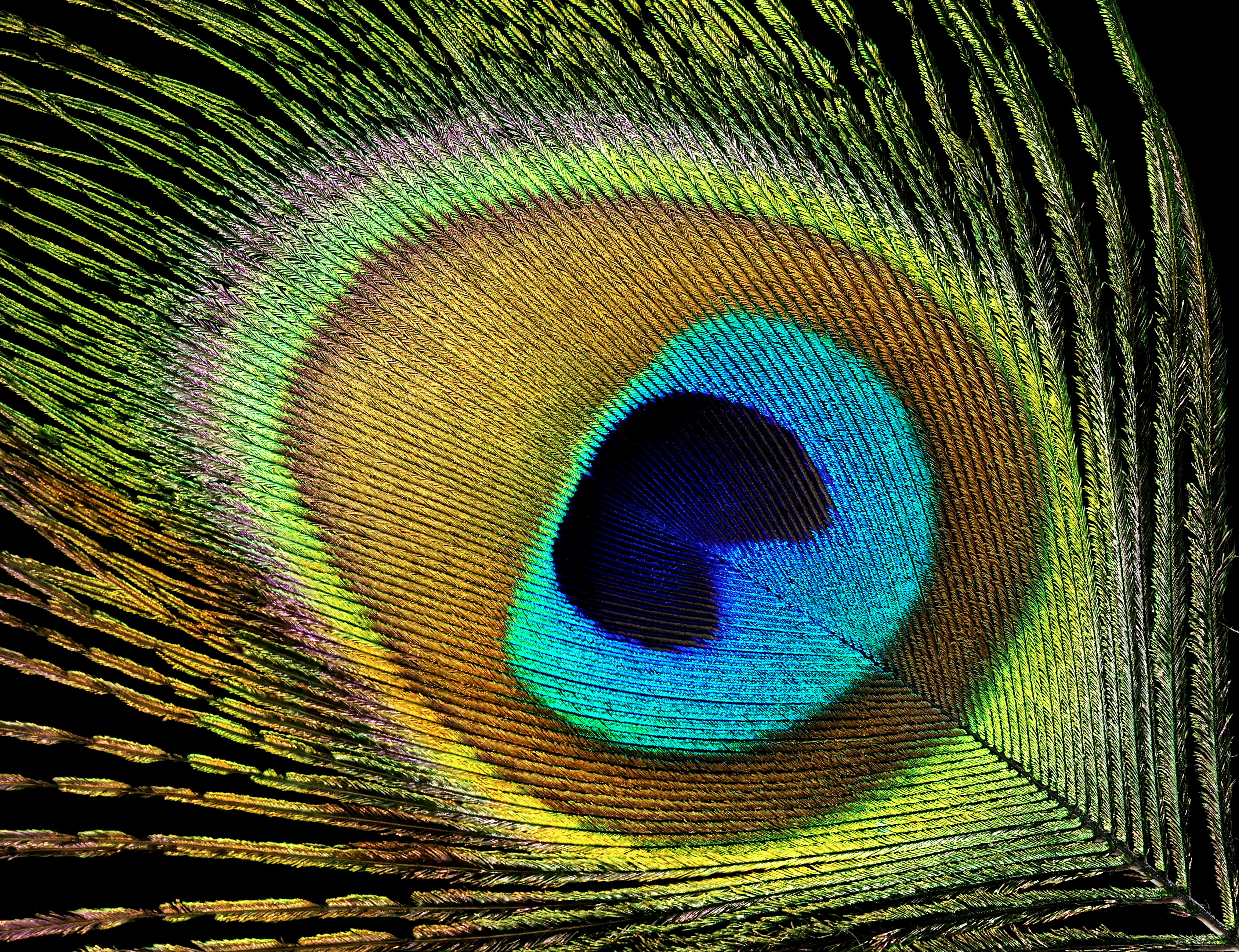
Autre ocelle de paon

### L’éventail du paon

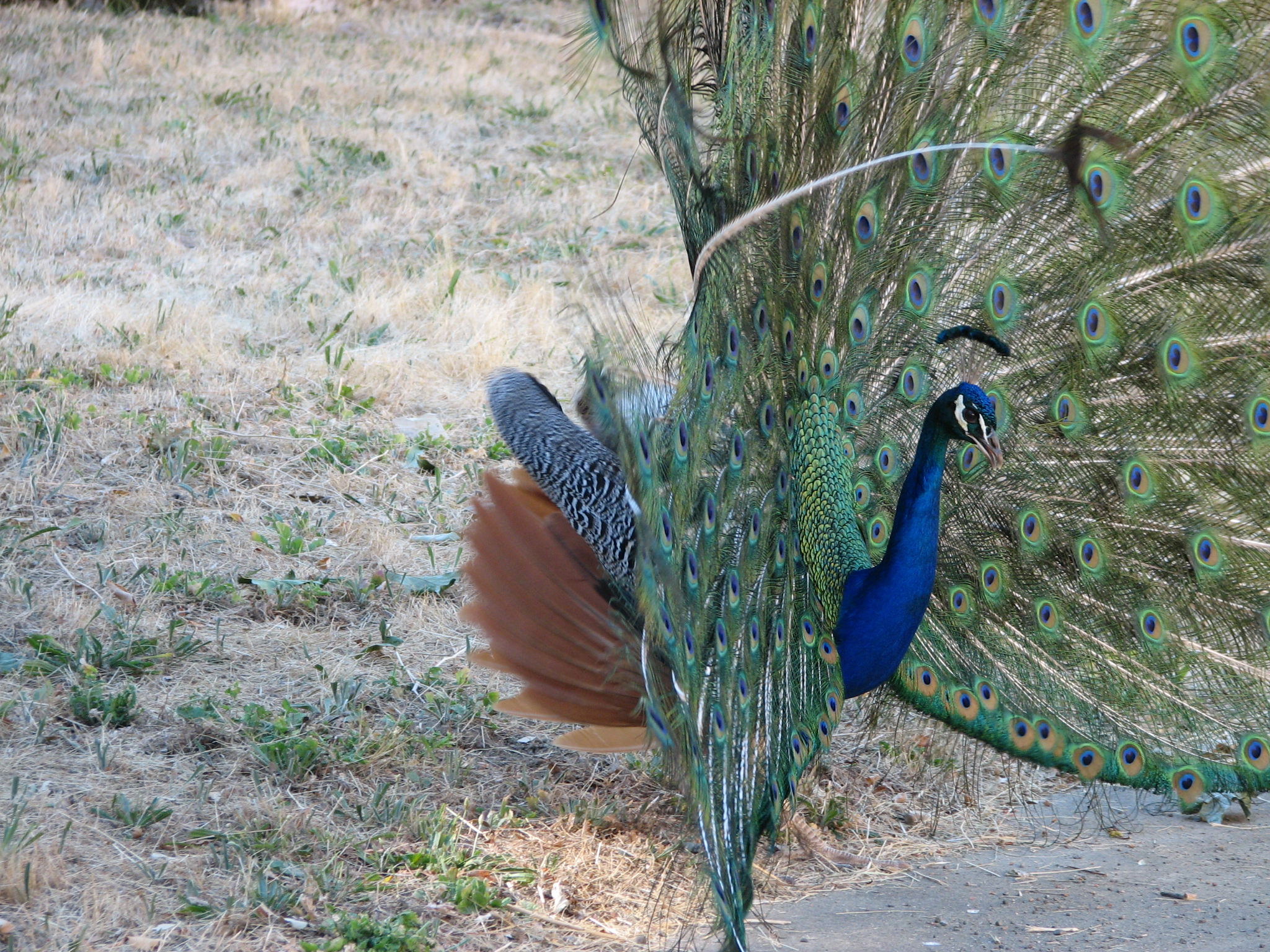
Paon bleu mâle faisant la roue.

Ces oiseaux très voyants paradent volontiers pour courtiser leur partenaire ou écarter les rivaux.
Le paon mâle « fait la roue » pour séduire les femelles lors de sa parade nuptiale. Il étale en éventail les longues plumes de sa queue, puis tourne sur lui-même en les agitant pour faire remarquer sa parure.

### Sélection sexuelle
Du fait de l'importance de sa parure, extrême parmi les oiseaux, le paon a servi de cas d'école pour comprendre les modalités de la sélection sexuelle, l'un des piliers de la théorie de l'évolution.
S'appuyant sur sa théorie de l'évolution fondée sur la sélection naturelle, Charles Darwin s'est interrogé sur l'existence des dimorphismes sexuels, comme les parures nuptiales colorées et complexes des oiseaux, et en particulier celle du paon. En effet, si l'on considère de manière restrictive que la sélection naturelle ne s'exercerait que sur la capacité de survie (accès à la nourriture et capacité d'échapper aux prédateurs), un tel animal, très voyant, aux couleurs extravagantes, aux cris si aisément reconnaissables et perceptibles, consommant beaucoup d'énergie superflue pour son plumage aussi élaboré qu'inutile pour la survie, et courant aussi lentement, aurait dû disparaître depuis longtemps parce qu'il serait mal adapté à son environnement. Darwin disait lui-même de manière humoristique que les paons étaient son cauchemar. Cela lui a en réalité permis de découvrir qu'une des composantes essentielles de sa théorie de la sélection naturelle est la sélection sexuelle : l'évolution d'un attribut sexuel apparu au départ par une simple fluctuation et s'étant développé parce que conférant un avantage reproductif, par l'attirance accrue des femelles.
Ronald Aylmer Fisher fait de la traîne du mâle un exemple classique d'emballement fisherien, parce que son développement ne donne aucun autre avantage sélectif que celui d'attirer les paonnes, et qu'un tel processus de sélection sexuelle, conférant un fort avantage pour la transmission de leurs caractères héréditaires aussi bien aux mâles qu'aux femelles qui participent à ce jeu, ne peut que s'emballer de génération en génération de manière exponentielle, jusqu'à créer des attributs sexuels exagérés par leur taille et leur raffinement, tant que ceux-ci ne provoquent pas de désavantage majeur pour la survie, auquel cas un équilibre s'installe ensuite entre la sélection sexuelle et les autres composantes de la sélection naturelle plus liées à la survie (capacité d’accéder à l'alimentation et d'échapper à la prédation, aux parasites et aux maladies).
Amotz Zahavi a aussi repris l'idée de Darwin pour développer sa théorie du handicap dans le cadre de la théorie de l'évolution.

## Aspects culturels

### Mythologie

Le paon est très souvent représenté dans les mosaïques antiques romaines.

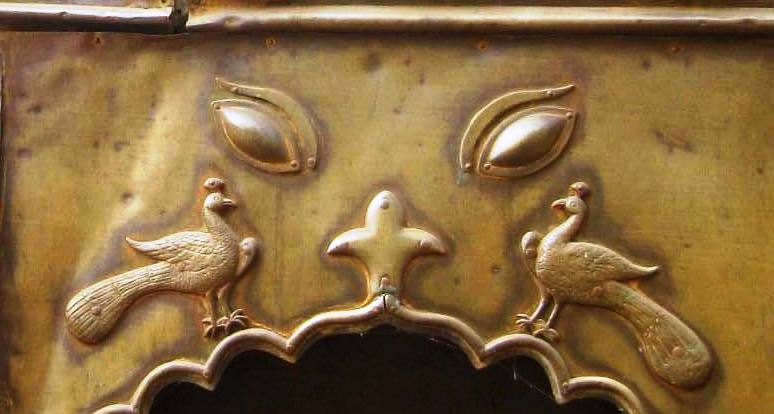
Paon sur un char en laiton de Searsole Rajbari, Bengale occidental, Inde.

Dans la mythologie grecque, le paon était l'animal préféré de la déesse grecque Héra épouse de Zeus (Junon et Jupiter chez les Romains).
Les ocelles de la queue du paon y furent placés par Héra pour commémorer son fidèle gardien, Argos, qui avait cent yeux (Ovide, Métamorphoses  I, 625). Celui-ci fut engagé par Héra, jalouse de Io, nymphe courtisée par son époux, qu'elle soupçonnait d'adultère. Elle transforma la jeune femme en génisse et confia sa garde au géant. Argos possédait cent yeux et en gardait cinquante ouverts qui veillaient en permanence, tandis que les cinquante autres dormaient, de sorte qu'il était impossible de tromper sa vigilance. Lorsque Zeus s'en rendit compte, il envoya Hermès le tuer, et délivrer Io. Héra rendit hommage à la fidélité de son serviteur en plaçant ses cent yeux sur la queue de son oiseau préféré, le paon.
Le paon est aussi présent dans la culture indienne, associé au dieu Krishna de la religion hindouïste, reconnaissable par la plume de paon de sa coiffe. C'est également l'animal sur lequel il survole les contrées. Il est encore associé au dieu Kârttikeya, qui l'utilise comme monture, ou vâhana.

### Symbolique

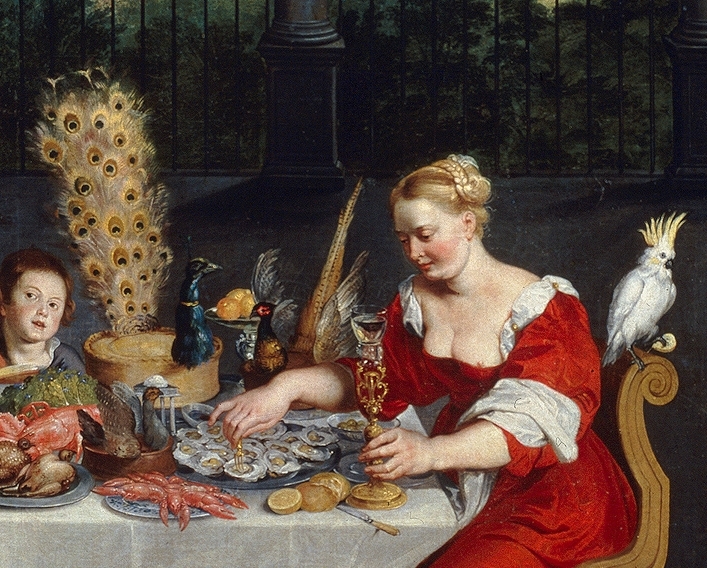
Un pâté de paon, servi dans son plumage. Jan Brueghel l'Ancien, Allégorie des sens : Le goût, l'ouïe et le toucher (détail), 1618.

La légende de l’incorruptibilité de la chair du paon remonte à l'Antiquité, renforçant le caractère extraordinaire de l’oiseau. Dans un célèbre passage de La Cité de Dieu, saint Augustin (354-430) s'en sert pour justifier l’existence de Dieu. Lors d’un repas à Carthage, l’auteur a observé qu’un morceau de chair de paon qu’il avait prélevé la veille n’avait pas subi de putréfaction contrairement aux autres viandes:  elle serait donc une exception à l’ordre de la nature qui ne pourrait, selon lui, être issue que de Dieu. Le paon est ainsi devenu symbole d’immortalité au Moyen Âge. Il reste considéré comme un mets de choix jusqu'au XVIIIe siècle.
En Occident, le paon, absent de la faune sauvage européenne, fut importé d'Inde dès l'Antiquité, certainement par voie commerciale en Mésopotamie dès le VIIIe siècle av. J.-C., puis domestiqué en Grèce entre le VIe et le Ve siècle av. J.-C. Par son aspect remarquable, il n'a pas manqué d'acquérir de nombreuses symboliques plus ou moins religieuses. Dans la Grèce antique déjà, il était devenu l'oiseau emblème de la déesse Héra à partir du Ve siècle av. J.-C. avant d'être associé au culte dionysiaque au IIIe siècle av. J.-C. Dans l'Histoire des animaux, Aristote précise que l'oiseau vit environ 25 ans et qu'il commence à se reproduire à l'âge de 3 ans, lorsque son plumage se colore. Le paon perd ses belles plumes caudales « au moment où les premiers arbres perdent leurs feuilles », à l'automne, et il les retrouve au printemps, au moment de l'accouplement. Le paon devient ainsi un symbole de renaissance associé à la déesse Héra / Junon. Figuré sur des couronnes funéraires étrusques dès le Ve siècle av. J.-C., le paon est étroitement lié à la mort, plus précisément au devenir de l'âme après la mort. Durant un songe, le poète Ennius (239-169 av. J.-C.) aurait vu apparaître le simulacrum ("fantôme") d'Homère qui lui aurait dit : « memini me fieri pavom » (je me souviens que je devins un paon). L'âme d'Homère aurait d'abord été accueillie par un paon avant de migrer dans le corps d'Ennius, faisant de ce dernier son héritier spirituel [référence]. À Rome, le paon est perçu comme un véhicule de l'âme (psychopompe), en particulier de l'âme des impératrices romaines dans le processus d'apothéose, équivalent à l'aigle de Zeus / Jupiter pour les empereurs. Dans l'art chrétien, il participe au rapprochement du fidèle avec Dieu en transportant son âme vers l'au-delà et il est associé au sacrement du baptême (conçu comme une renaissance) dès le IVe – Ve siècle (cf. Fontaine de la Pigne de la basilique Saint-Pierre de Rome, le baptistère San Giovanni in Fonte (it) de Naples, baptistère des orthodoxes à Ravenne,...). Affrontés autour du calice eucharistique ou de la Croix-Arbre de Vie sur les clôtures de chœur dès le VIe siècle, les paons "gardent" symboliquement l'entrée du sanctuaire, défendent l'accès au nouvel Éden et rappellent au fidèle que le salut est accessible grâce aux sacrements du baptême et de la communion.
Cet oiseau est très présent dans l'art gréco-romain, tout comme la perruche alexandre (ou la perruche à collier) et le faisan, autres oiseaux exotiques des mêmes contrées importés très tôt en Europe. Sur les mosaïques romaines antiques, le paon peuple souvent une végétation de rinceaux imaginaires. Ce type de représentation s'est perpétué dans l'art paléochrétien et byzantin, puis dans l'art médiéval européen. On les rencontre par exemple à la basilique Saint-Vital de Ravenne (VIe siècle) et à la basilique Saint-Clément-du-Latran à Rome (XIIe siècle), et ce thème est encore repris et réinterprété au XIXe siècle, comme à la basilique Notre-Dame-de-la-Garde de Marseille. Au Moyen-Âge le paon était une possession traditionnelle des rois, des seigneurs et des abbayes, ornant leurs jardins où il vit en liberté, au même titre que les cygnes ou les colombes. Il est parmi les figures animales les plus présentes dans les enluminures des manuscrits durant tout le Moyen-Âge en Europe, où il symbolise souvent la renaissance ou la résurrection, la capacité de renouvellement. Des représentations très similaires se sont également perpétuées au Moyen-Orient, où le paon figure fréquemment de chaque côté de l'arbre de vie et symbolise l'incorruptibilité de l'âme et la dualité psychique de l'homme, selon un mode de représentation très proche de ce qu'on trouvait déjà dans l'art paléochrétien.

Le paon est également associé à des représentations nationales ou religieuses, surtout en Orient. En Inde, le paon est vénéré, et étroitement associé à la fertilité. Sa danse symbolise le réveil de la nature et l'approche de la mousson. Le trône du Paon est le nom du trône des shah d'Iran, bien que cette appellation soit d'origine moghole. Le drapeau de la Ligue nationale pour la démocratie birmane de Aung San Suu Kyi est de couleur rouge avec une étoile blanche et un paon jaune.
Sa symbolique héraldique a été adoptée par plusieurs familles (Santaria au Brésil, de Vennet-Sandres en France, Güttershap en Allemagne, Baguet en Belgique et Bartisu en Hongrie).

Symbole de la Birmanie.
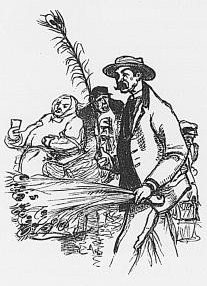
Marchand de plumes de paon pour chatouiller au Carnaval de Paris 1895[23].
Armoiries de la famille Plauen.
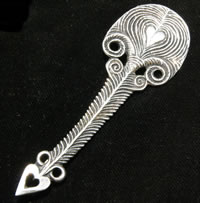
Trophée de la Plume de Paon, festival de Cornouaille.
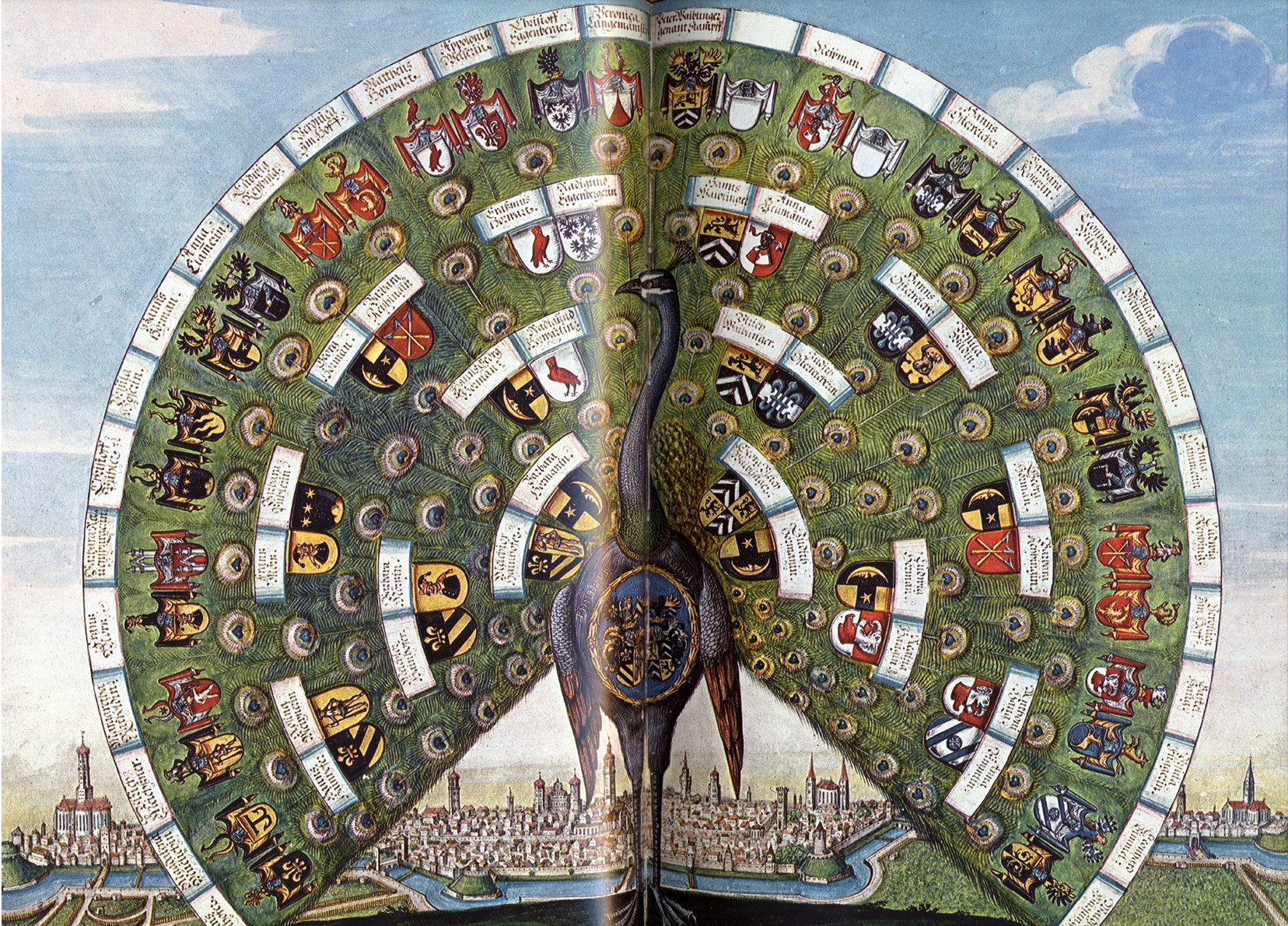
Arbre généalogique de Philipp Hainhofer, Augsbourg, 1629.

### Arts

#### Arts littéraires
Dans deux poèmes lyriques sanskrit de Kâlidâsa (le Meghaduta et le Kumarasambhava), la beauté du paon est utilisée en tant qu'image littéraire d'un style fleuri (IVe siècle).
Les Vœux du paon est un poème courtois écrit par Jacques de Longuyon en 1312-1313 à la demande de Thiébaut de Bar, évêque de Liège.
Parmi les expressions de la langue française, faire le paon signifie se mettre en valeur d'une façon ostentatoire ; on trouve aussi fier comme un paon ou orgueilleux comme un paon.
Le roman Alice et les Plumes de paon de Caroline Quine, paru en 1956, évoque la recherche d'un vitrail représentant un paon ; à la fin du roman Alice Roy découvre un élevage de paons.

#### Art culinaire
Jusqu'au XVIIe siècle, le paon a été considéré comme un mets de choix sur les tables européennes. Les Romains déjà en faisaient l'élevage et la consommation.
George Sand écrit dans une lettre du 13 février 1876 : "Lina a dû vous écrire que le paon était arrivé à bon port et qu'il était gras, tendre et très bon. C'est un très bon manger et je m'étonne que l'on y ait renoncé. Le dindon l'a emporté et son règne a prévalu. N'est-ce pas un peu l'histoire du monde ?"

#### Arts visuels

Paon dans l'art
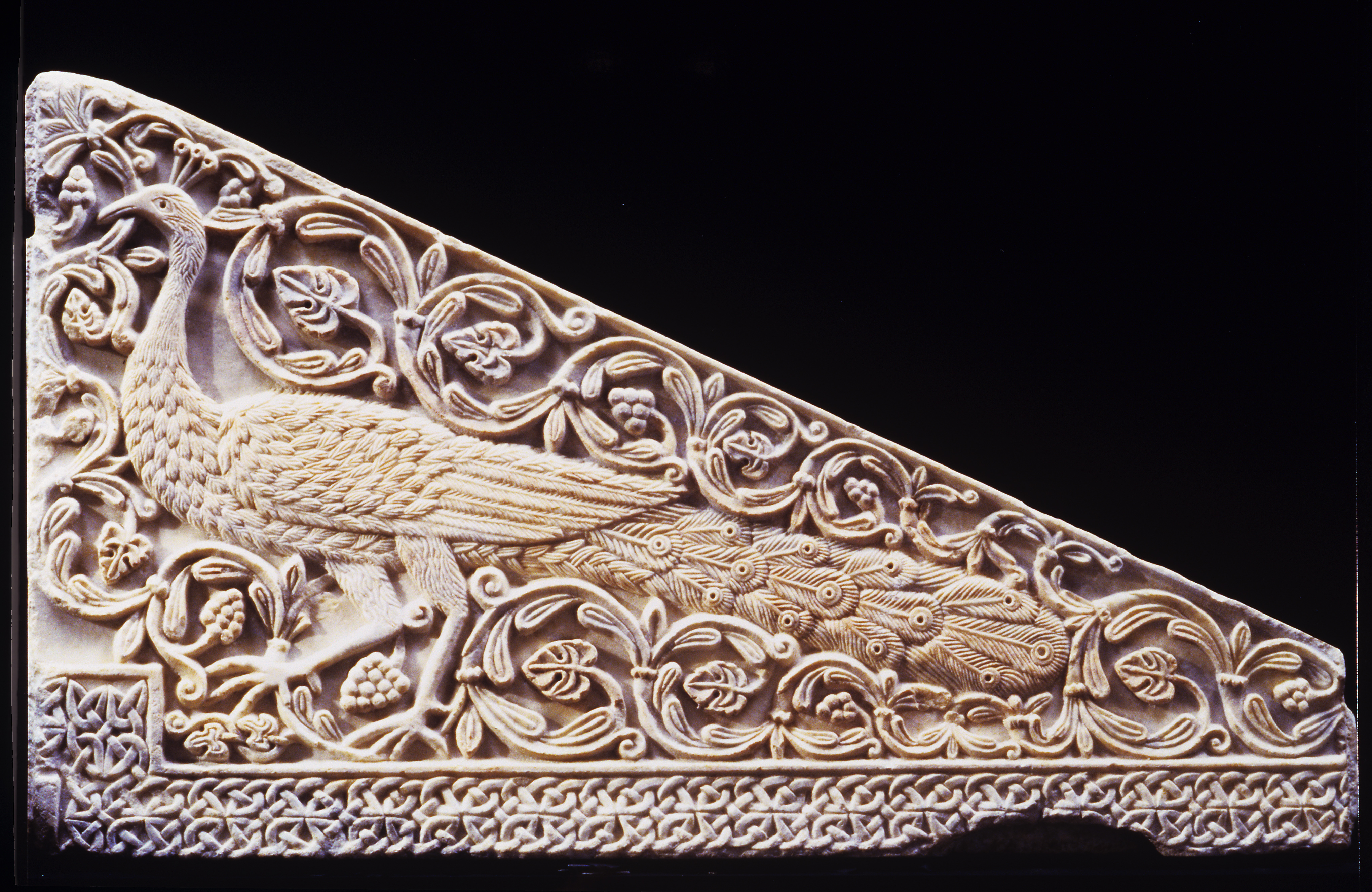
Partie de l'ancien décor pré-roman en stuc de l'église lombarde San Salvatore de Brescia, Italie, VIIIe siècle.
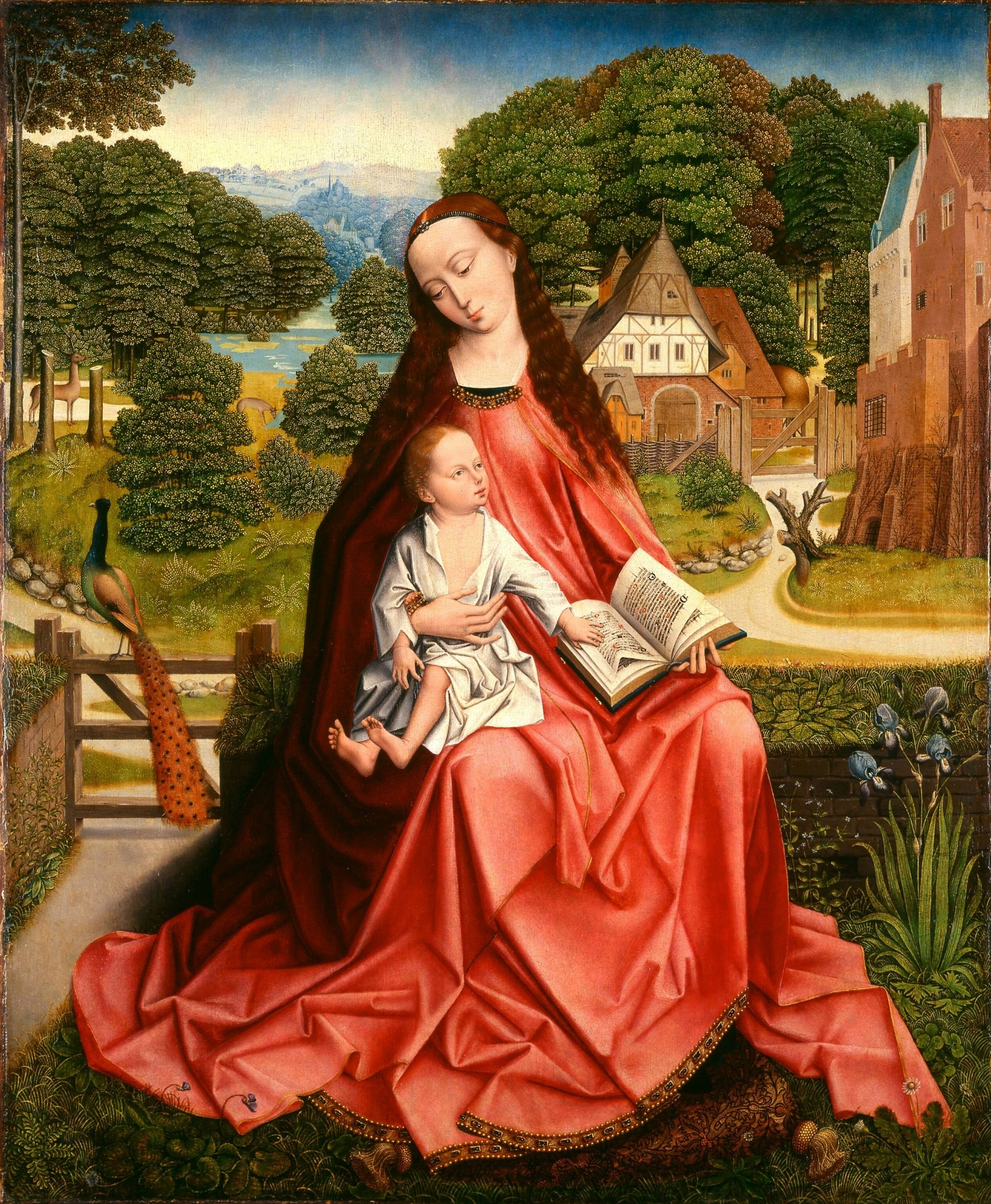
Vierge à l'enfant dans un paysage, avec un paon. Aert van den Bossche, vers 1492-1498.
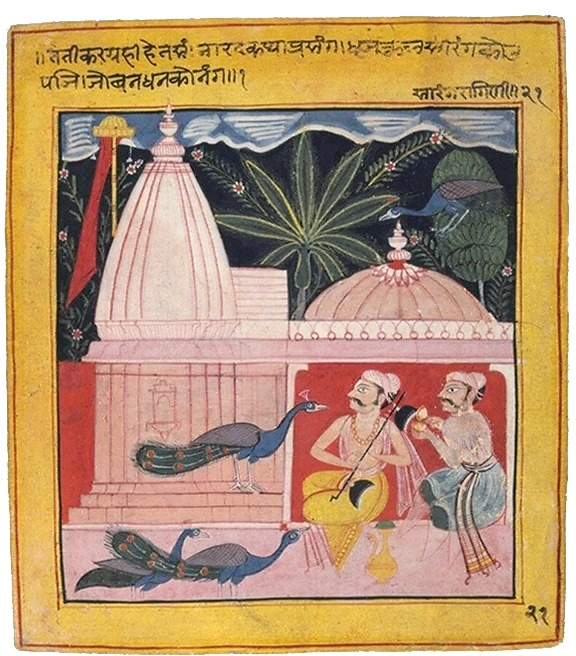
Miniature indienne, Sarang ragini, Ragamala, vers 1605.
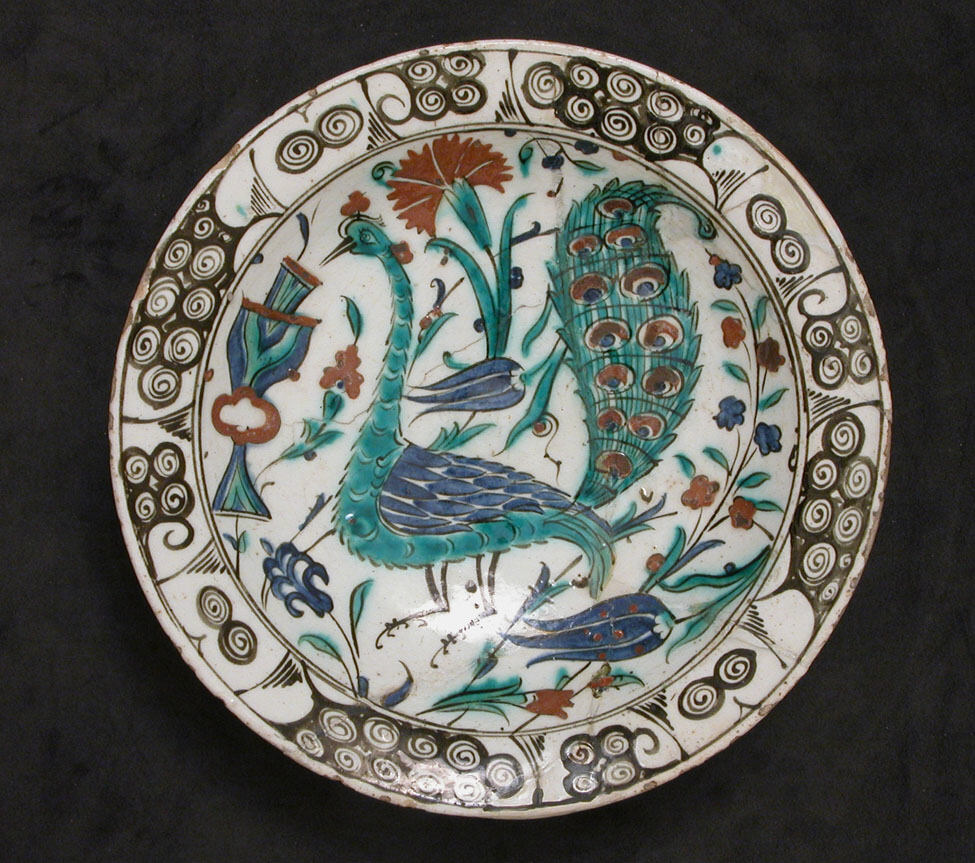
Plat à décor de paon, céramique d'Iznik (Turquie), XVIIe siècle.
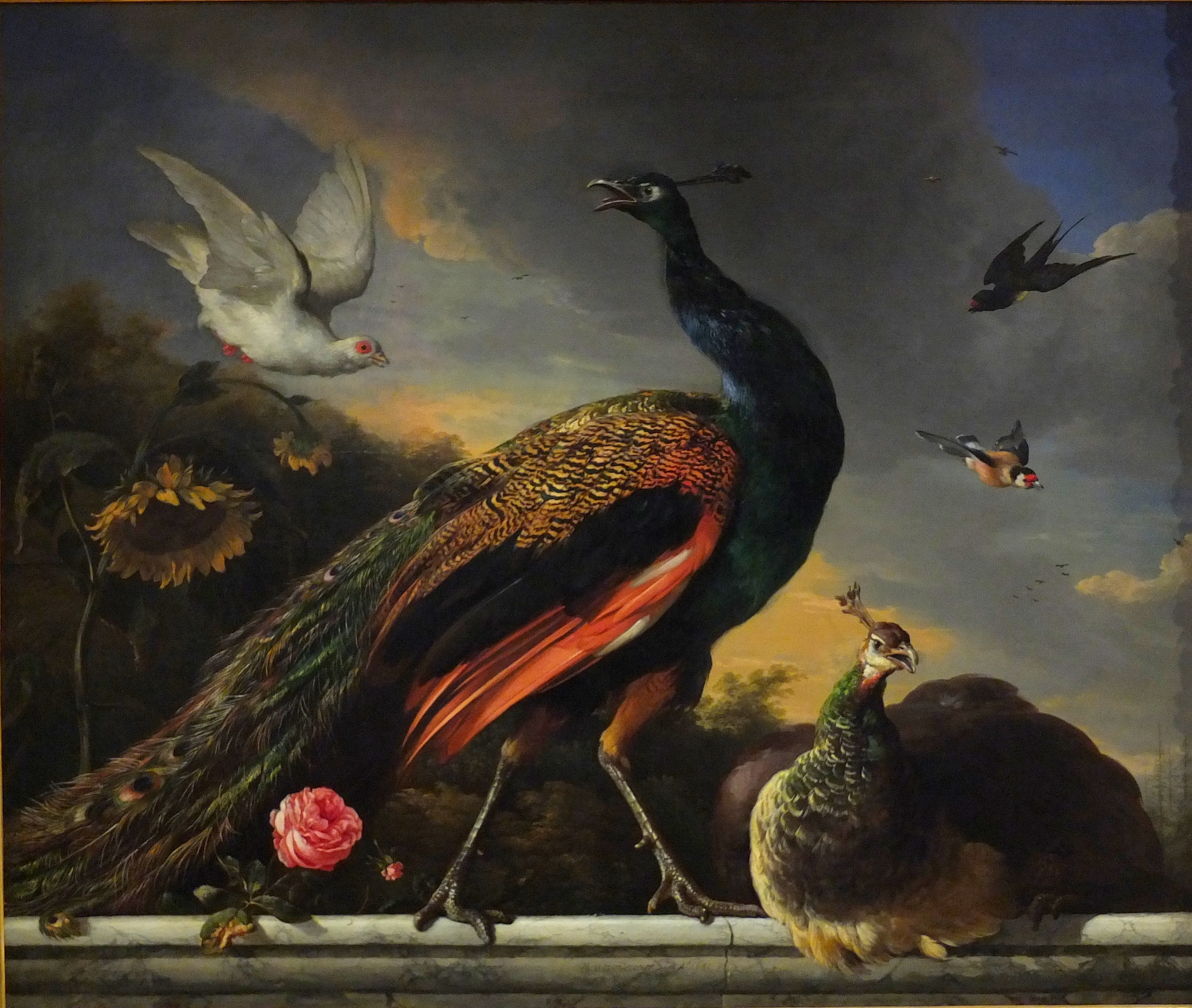
Paons, mâle et femelle, huile sur toile par Melchior d'Hondecoeter, 1681.
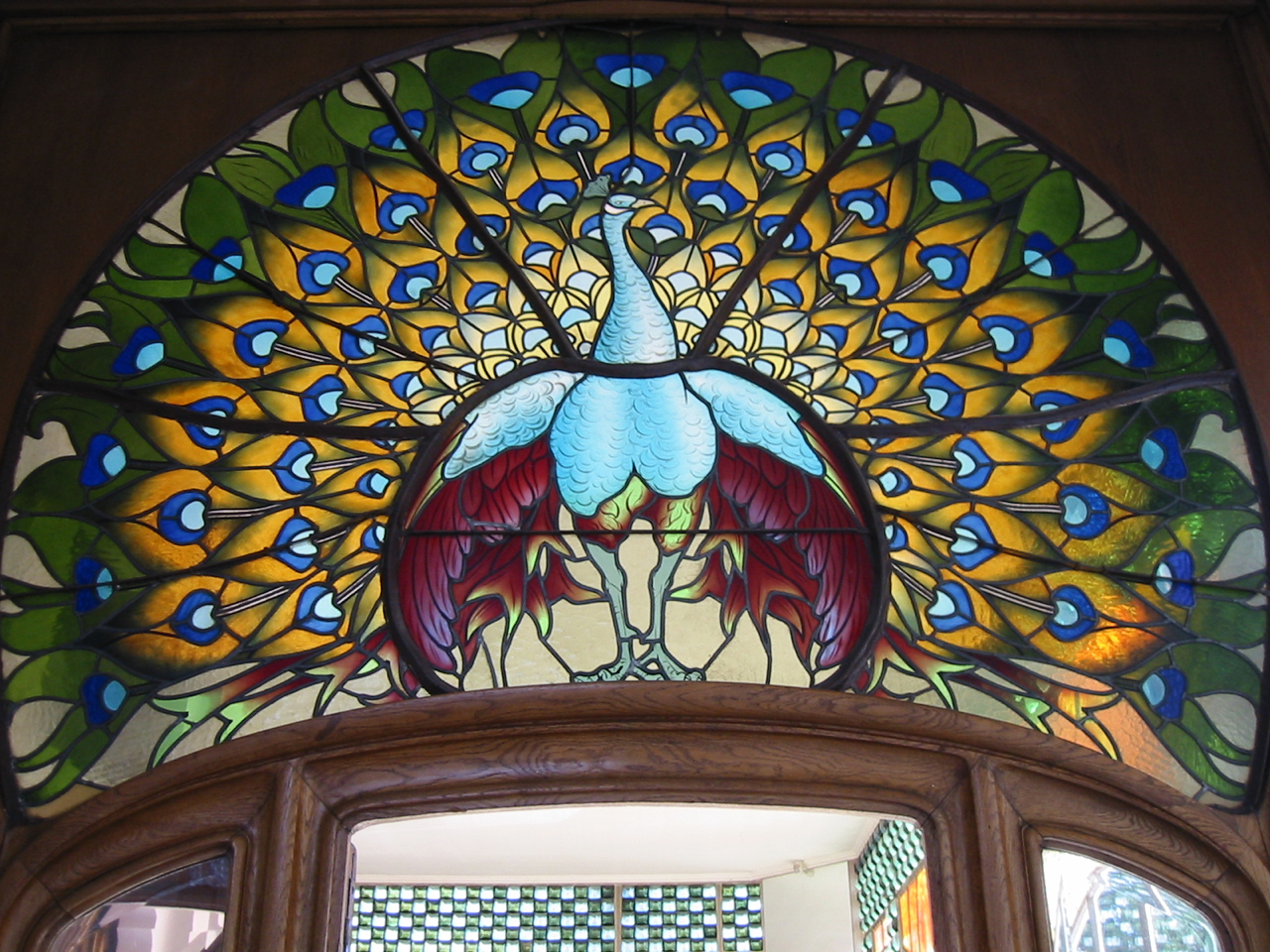
Le paon (1905), vitrail de Joseph Janin, jardin d'hiver de la villa Bergeret.

En Occident, le paon a notamment inspiré les artistes de l'Art nouveau à l'instar d'Aubrey Beardsley ou des studios Tiffany avec la lampe Peacock. Dans les années soixante, ce sujet est réutilisé par les graphistes de la mouvance psychédélique.